# 2019冠狀病毒病日本疫情相關爭議
2019冠狀病毒病日本疫情相關爭議，介紹在2019冠狀病毒病日本疫情中，在日本發生的相關爭議，事件主要發生在2020年。（本條目中所有未註明年份之日期都代表2020年。）

## 防疫不力
自疫情在中國大陸大規模爆發，政界開始出現聲音，要求禁止中國大陸人入境，防止疫情進一步擴散至日本。政府在2020年2月初開始禁止中國湖北人入境，《日本經濟新聞》認為，日本的「封關」政策未如美國、新加坡、澳洲一般針對全中國大陸，是考慮到若範圍過大，會對經濟造成較大影響。12日，政府簡化擴大「封關」範圍的手續，並於同日將中國浙江加入「封關」名單，而國會內則有在野黨質疑政府只禁止中國2省人入境是有所顧忌。《產經新聞》指各大國大多開始對中國大陸全面「封關」，批評政府強調人權卻忽視公共福祉。
2月14日，世界衛生組織高級顧問進藤奈邦子在橫濱市的學會會場對傳媒表示，相較患者增速減緩的中國武漢，世界更擔心日本，又指在別的國家感染路徑均可追蹤，一一調查接觸者後感染不會擴大，「只有日本看起來不一樣」，稱全世界都在關心日本今後如何應對疫情。
2月15日，厚生勞動大臣加藤勝信表示疫情狀況已發生變化；翌日，國立感染症研究所所長脇田隆字指國內感染進入發生早期。17日，全日本新聞網及《讀賣新聞》的民意調查結果均顯示內閣支持率下降約5個百分點，不滿意政府防疫措施的市民超過半數。
2月16日，環境大臣小泉進次郎、文部科學大臣萩生田光一及法務大臣森雅子缺席在總理大臣官邸召開的肺炎對策本部會議，選擇參加地方的新年會、祝賀會等活動。面對外界批評，三人事後表示會接受及反省。
2月19日，時事通信社報道社會上對政府抗疫不力批判與日俱增，安倍政權的嚴防政策失敗，國內感染擴大，政府及執政黨內危機感正在增強。報道又指總理官邸附近人員稱1月就應禁止所有中國大陸人入境，現在為時已晚。時事通信社引述匿名政府人士指，因應中華人民共和國領導人習近平將訪日，中華人民共和國政府曾請日本不要將事情搞大。
2月24日，《產經新聞》及富士新聞網聯合民調顯示85%受訪者表示對新型肺炎感到不安。所有受訪者中，46.3%滿意政府防疫措施，45.3%不滿意；67.7%支持政府應臨時禁止來自中國者入境，25.1%反對。針對外界批評政府對應後知後覺，官房長官菅義偉翌日在記者會上認為政府對應一直是先知先覺。有分析認為，政府2月底突然做出建議活動停辦及停課請求等政治決定，即是為回應外界有關防疫後知後覺的批判。
2月27日，路透社刊文批評安倍晉三在疫情應對中近乎「失蹤」，逃避現實，將責任推給厚生勞動大臣加藤勝信。對於在野黨批評安倍不處理疫情，而是每日晚間與他人一起吃飯，安倍就在28日解釋吃飯並非宴會，而是互相交換意見的機會，認為並無不可。

## 疫情「難民」

### 「口罩難民」

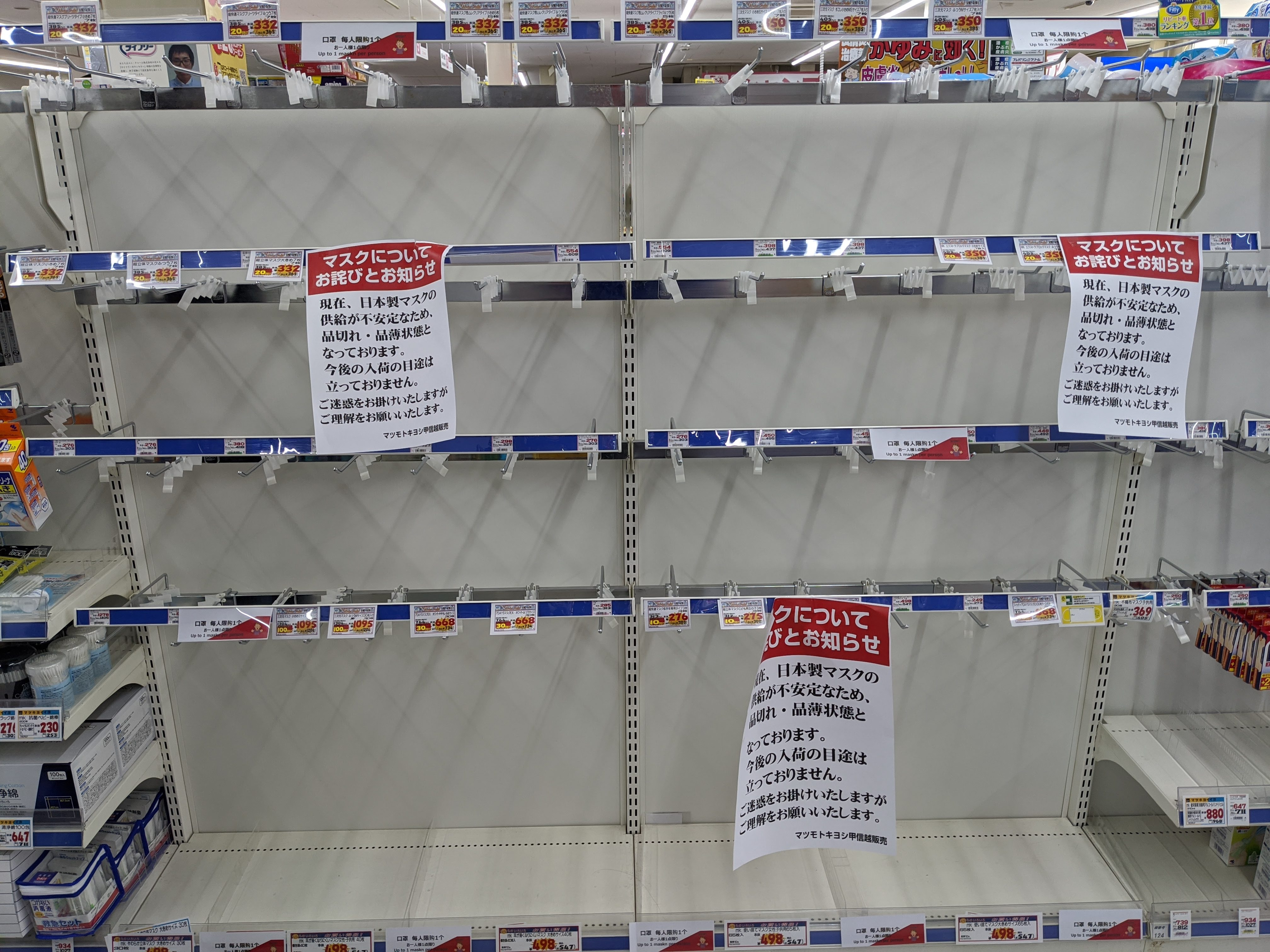
受疫情影响，長野縣一間松本清药房口罩售罄

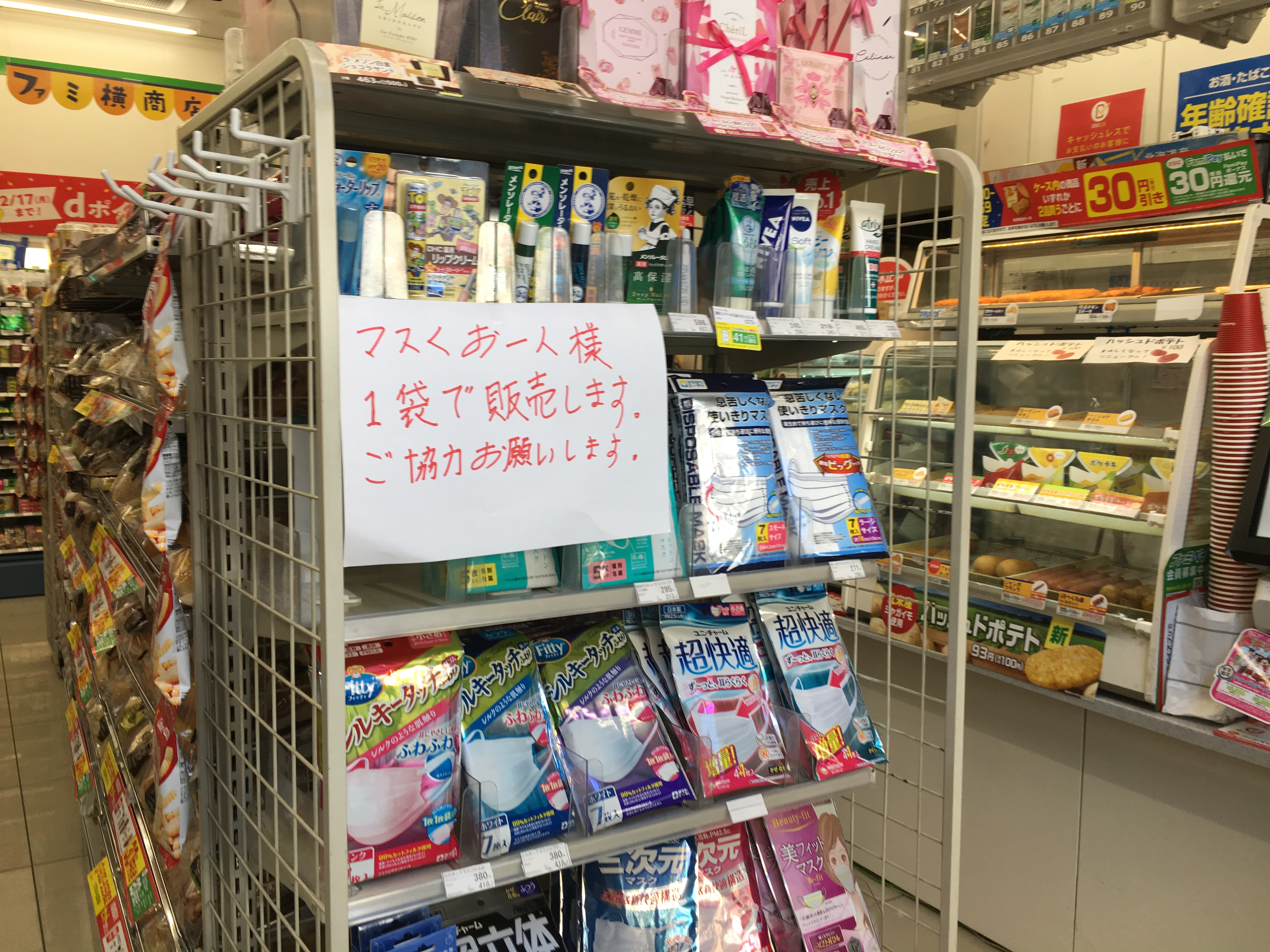
東京都一間FamilyMart限制1人購買1袋口罩

疫情在中國大規模爆發後，有不少中國大陸遊客到日本藥妝店掃貨，以致出現口罩缺貨的情況；口罩製造商需要連夜趕工以應對需求。日本出現確診個案後，國内口罩需求亦高漲，不少店鋪需要限購。有民眾在藥房外大排長龍買不到口罩，成為「口罩難民」（マスク難民），有人無奈稱只能「盡量不呼吸」。而多地亦出現高價炒賣口罩現象，店頭售罄的口罩在網上被高價轉賣，引發批評及投訴。2020年2月5日，消費者廳長官伊藤明子表示情況不理想，已要求各網絡二手交易平台採取措施。Mercari已發出通知，提示不適當的口罩轉賣有機會受到懲處。
1月25日，四川航空在微博發表聲明，表示日本國際友人捐贈100萬隻防疫口罩，並由該公司運抵成都後緊急送往武漢。台湾《中国时报》在报导时将此事与中華民國行政院禁止口罩出口一事进行了对比。日本网络媒體Rocketnews24訪問當事企業「伊藤洋華堂」，獲回覆只是應成都政府要求發貨，未知是否捐赠；台湾三立新聞及東森新聞認為此回答反映口罩为成都市政府购买。事後證實口罩是由成都伊藤洋華堂所捐贈，總公司發言人當時應該不知情，日本國駐重慶總領事館表示伊藤洋華堂的80萬隻口罩確實為捐贈品，另有水户市向重庆市捐赠的5萬份醫用口罩。
2月12日，內閣官房長官菅義偉在記者會上表示，出於從中國大陸進口口罩陷入停頓等原因，口罩供應確有不足，又指1月28日厚生勞動省及經濟產業省已向有關業界團體請求增產，預計下星期起可一周生產1億個以上，令口罩供應回復充足。
2月20日，供職集團生產口罩的日本製紙聯合会會長對傳媒表示，受原材料等影響，預計口罩不足會持續至中國大陸疫情完結。翌日，內閣官房長官菅義偉在記者會上表示，口罩產能已達至一周1億個，爭取3月達至月產6億個，早日緩解一罩難求情況，惟政府人士透露口罩需求已增至一周9億個。針對保護國民免受NHK傷害黨參議院議員濱田聰在質問主意書中提出以第一次石油危機時制定的囤積防止法應對，政府答辯時認為未到需要調查、指導或設定標準價格的地步。
針對部分藥房售賣口罩時，一度規定要與其他商品搭配銷售，公正取引委員會認為有機會違反独占禁止法，於2月27日向日本連鎖藥房協會發出請求，強調不應對口罩進行搭配銷售。2月29日，經濟產業省向二手交易網站發出請求，希望3月14日後自行停止口罩等物品的交易，以打擊高價轉賣及釋放庫存；厚生勞動省則向口罩製造商請求優先供應醫療機構，緩解醫院壓力。

### 「檢查難民」
2月中旬，國內確診個案增多，而政府早期政策規定檢查需要有疫區旅行史或與這些人有接觸，多宗個案由出現症狀至接受檢查用了較長時間。當中全國首宗死亡個案（#27）為死後確診，去過的醫院及後亦懷疑發生院內感染，傳媒在神奈川縣廳記者會上質疑檢查來得太遲，令照顧她的女護士（#48）被感染。12日，政府放寬政策，明確各地方自治體可自行判斷，對無旅行或接觸史者進行檢查。17日，政府進一步宣布，對有一定程度的肺炎，或醫生綜合判斷後認為有必要檢查者，由自治體進行檢查。
2月下旬，疫情繼續擴大，各地傳媒陸續報道有發燒或其他症狀的人無法接受檢查，成為「檢查難民」；有的因為沒有肺炎症狀被拒絕檢查，有的因為症狀較輕，需讓有限資源給重症患者優先檢查。有報道指病毒檢測只能經由保健所送至政府指定機構檢查，而由於能檢查的數量有限，有醫生想給有症狀患者送檢，被保健所告知無法檢查，建議先住院觀察，保健所還稱即使是需要輸氧的重症肺炎患者亦如此。
對此，NPO法人醫療治理研究所理事長上昌廣指有眾多可能患者因症狀輕微無法檢查，批評政府基準過高，增加患者不安；千葉縣有負責人對傳媒透露新型肺炎症狀上難以分別，很多情況下亦不會演變成重症，推測或有不少人感染後未確診即康復。日本感染症学会理事長舘田一博等醫生就認為由於無特效藥，檢測與否治療方法是不會改變，且檢測有假陽性及假陰性，若過度擴大檢查，反而有機會引致混亂。政府專家會議2月24日發表的見解則指全員檢查並非有效手段，亦無能力進行，認為有必要將檢測資源集中給有機會演變成重症的人，呼籲輕症時先在家療養。
2月26日，厚生勞動大臣加藤勝信在國會上披露2月18日至24日共檢查6300件樣本，平均每日900件，與前一星期表示每日可檢測3800件樣本相距甚遠，引發議員批評，加藤隨後表示會調查瓶頸為何。南韓則有報章比較當地與日本的檢查數差異，質疑日本實際上有更多感染者，只檢查重症可能有減少感染數、以便順利舉辦奧運的考慮在內。
同日，針對陸續有醫生表示請求病毒檢測卻被保健所拒絕，日本醫師會宣布將在全國展開調查，計劃與政府合作改善局面。厚生勞動省亦表示會透過自治體了解狀況，調查是否有應受檢查卻被保健所拒絕的不適當事例。

## 資訊爭議

### 公開範圍
厚生勞動省表示，出於患者人權及私隱考慮，以及有SARS事件時公布訪日台灣患者具體行程引發混亂的前車之鑑，一般不會公布患者具體去過的地點，各地方自治體亦傾向於不公布具體行程，如公布「電車通勤」而不公開具體時間及路線，避免引發混亂或恐慌；惟各自治體公開範圍亦有不同，全国知事会曾去信政府，尋求統一公開標準。在出現確診個案的地方，自治體設置的咨詢熱線經常會接到市民來電，嘗試查詢患者姓名或住所，或是詢問附近住有中國大陸人，應如何應對。
隨著疫情發展，陸續有自治體決定放寬標準，公開患者相關的更詳細資訊，其中大阪府知事吉村洋文批評厚生勞動省「不管怎樣說，公開的資訊實在太少。不適當公開資訊，國民會感到不安」。北海道在出現首宗道民個案（#36）後，一度以保護私隱為由，拒絕公開患者國籍、職業及居住地，招致民眾批評，其後再次召開記者會公開資訊並致歉，表示會在照顧私隱的基礎上，積極公開相關資訊。由於厚生勞動省規定公開資訊必須得到本人同意，有自治體因此未能公開本人拒絕公開的資訊，不知如何是好。
2月14日，內閣官房長官菅義偉在記者會上表示需平衡公共衛生必要性及個人資訊保護，判斷公布哪些資料，《每日新聞》分析認為自治體方面有要求公開更多資訊的聲音，而感染者則擔心工作及生活方面或會遭歧視，在資訊公開方面，政府仍在審慎行事。2月25日，全國知事會批評政府仍未提出統一標準，令地方各自為政，不利盡早消滅疫情。

### 錯誤資訊

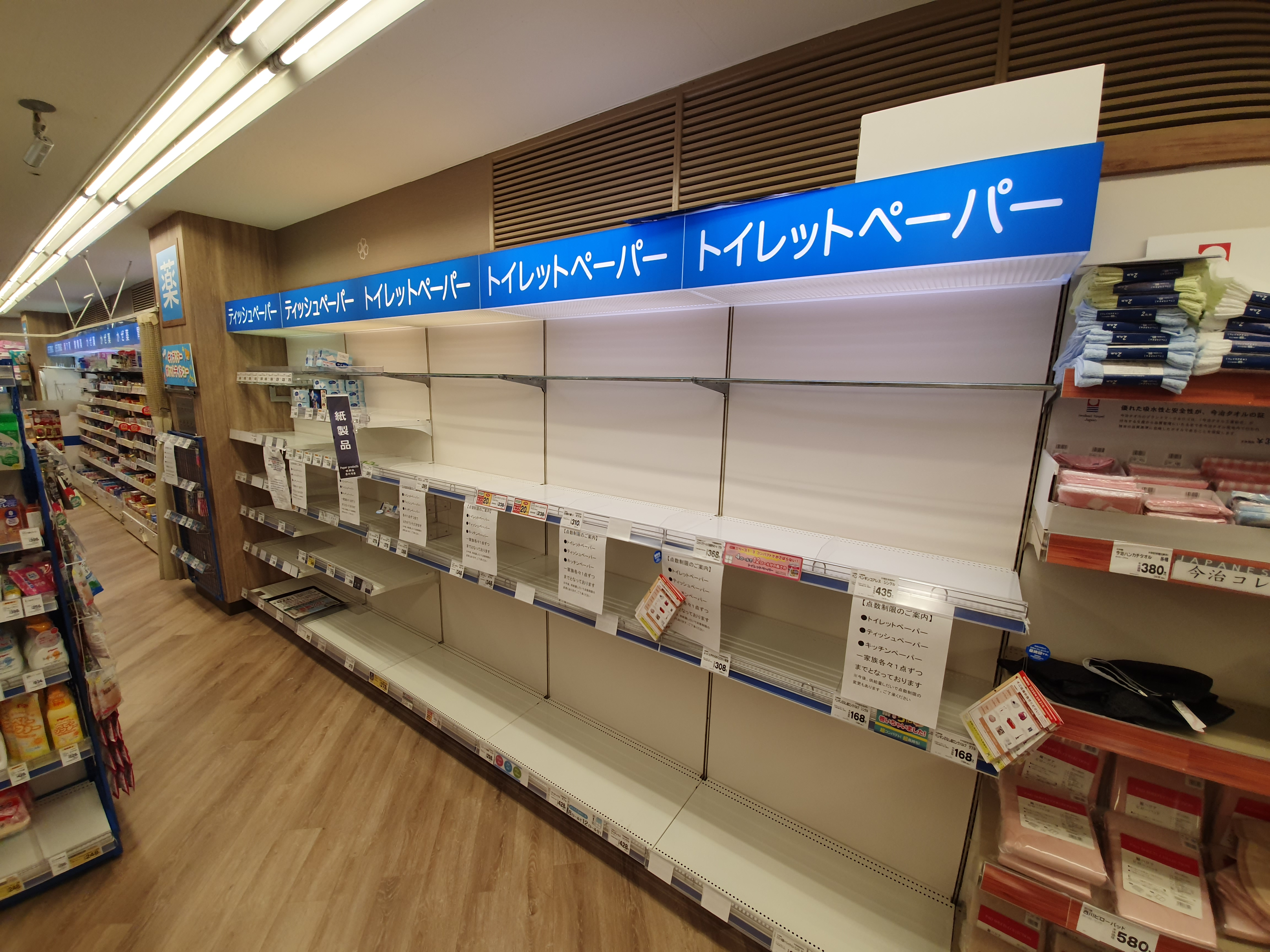
因有傳廁紙將供應不足，東京澀谷一間超市的廁紙被搶購一空

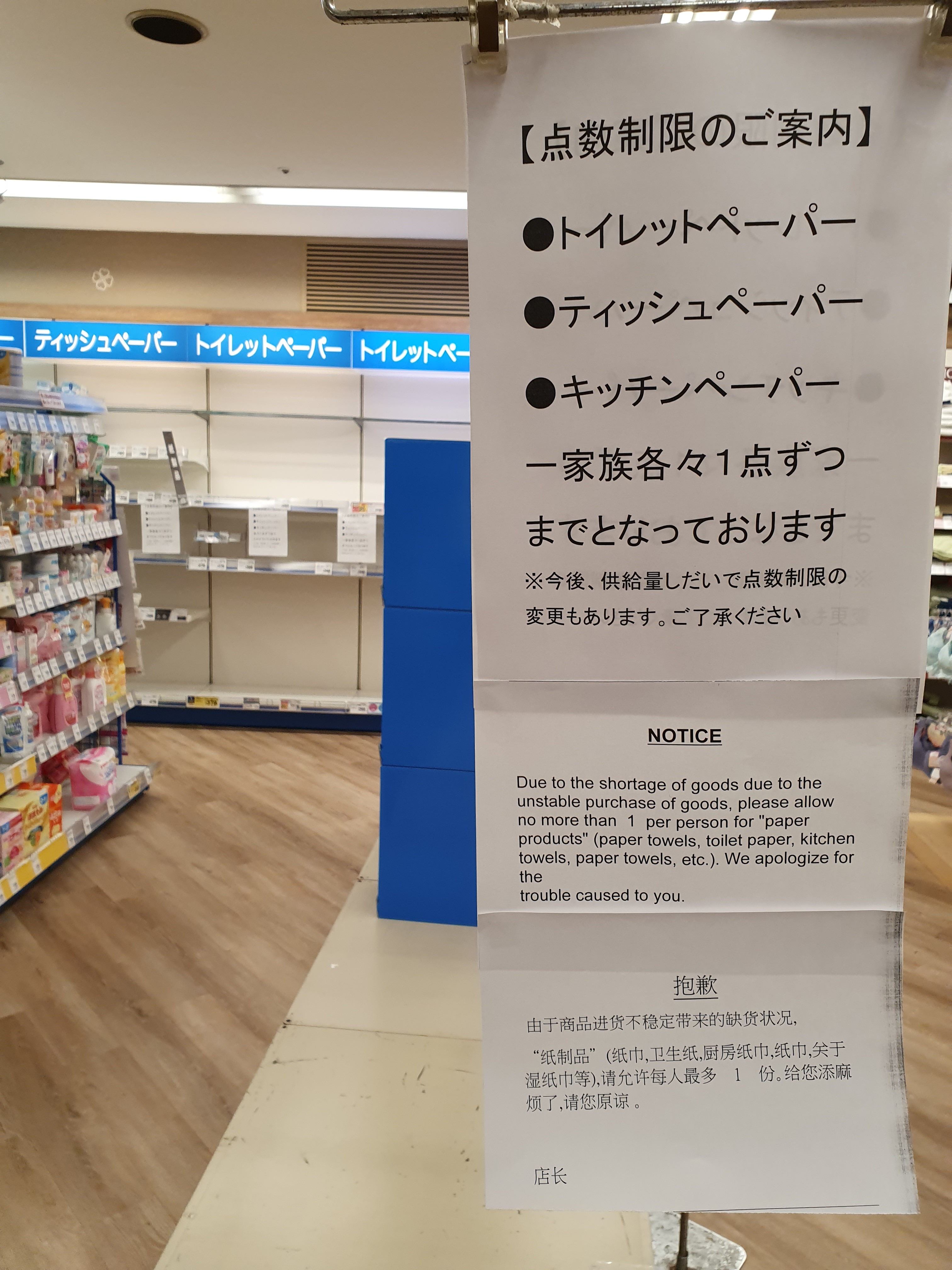
超市以日語、英語及簡體中文提示廁紙等紙製品限購

隨住疫情不斷擴大，民間及網絡出現各種真偽不明的傳言，如「26-27度的溫度可殺滅病毒」、「陽光下病毒會完全死亡」、「建議多吃生薑、蒜、辣椒、胡椒」等等，其中有些屬於錯誤資訊。INTERNET Watch發現有傳言來自中國新浪微博上已被認定為謠言的內容，有傳言聲稱的來源醫院則對傳媒表示一天接到數十件查詢，直斥屬於業務妨害。專家呼籲民眾確認厚生勞動省及國立感染症研究所等可信機構公開的資料，勿輕易發放或擴散無法判斷真偽的訊息。
自香港及新加坡等地出現搶廁紙風潮後，日本亦在2月下旬出現大批民眾搶購廁紙，令多地「一紙難求」，原因是有傳言稱從中國進口減少，或是廁紙原材料與口罩一樣，會和口罩一樣成為稀缺物品。日本家庭紙工業会出面澄清，廁紙與口罩原材料不同，且市場上流通的廁紙97%為日本製造，庫存亦十分充足，不用擔心短缺，呼籲民眾勿大量購買廁紙。有搶廁紙的民眾得知是謠言後感覺受騙，不過有搶廁紙的民眾就指知道是謠言，搶購是因為大家都在搶，若不搶購自己會買不到。

### 用語爭議
有日本專家和媒體指出，日本的行政機關在發表疫情相關資訊時過度使用以片假名書寫的外來語，一時間出現了大量陌生的表達，例如使用「（pandemic）」而不是、使用「（lockdown）」而不是，甚至出現了「（overshoot，=）」這樣的既非真正的英語表達，也非專業的醫學用語的「外來語」，造成了理解困難。防衛大臣河野太郎表示，片假名用語對年長者而言理解困難，並呼籲改用更易於理解的用語。

## 停課請求
2月27日，安倍晉三宣布政府將請求全國中小學校自3月2日停課直至春假結束；翌日，文部科學省正式向各都道府縣教育委員會發出請求，是日本首次在全國範圍要求臨時停課。
由於事發突然，決定宣布後引發一陣衝擊，有學校及教師指決定史無前例，打亂原定安排，對各種考試有影響，亦令到畢業式有機會無法舉行，各地教育委員會有負責人亦對決定感到困惑。有包括雙薪家庭及單親家庭在內的家長則指因要工作，無時間照顧在家兒童而感到無所適從，託兒所等機構收到的諮詢亦有增加。而在早前宣布停課的北海道，有醫院因為護士需要在家照顧孩子，170多人未能出勤而被迫休診。多間傳媒報道決定是官邸方面主導，文部科學省實際上持慎重態度，認為實施有實際困難。
醫學界對全國停課請求看法各異。東京慈惠會醫科大學等地有教授認為全國停課有助於阻止感染擴大，有政府專家會議成員就覺得現階段不需要全國停課。日本環境感染學會理事長指現階段難以對決策做出評價，早前批判政府處理鑽石公主號隔離不當的教授岩田健太郎則認為請求全國停課缺乏科學依據，是政治凌駕科學。
決定亦在政界引發爭議，執政中的自由民主黨有指判斷屬合適，亦有聲音認為決策顯得唐突，在野黨則大多批判政府決策混亂。有地方首長批評決策不合理及在無感染者地區屬過度，或是對經濟社會帶來較大影響，湖南市市長則認為這是國家不當介入地方自治。針對有政府專家會議成員表示停課並未諮詢專家會議，是政治上的決定，安倍晉三在眾議院預算委員會上指是基於及時防疫及保護兒童的觀點，做出的政治決定。
停課請求並無法律約束力，最終判斷交由地方自治體及学校法人等學校設置者作出。各地對應亦有不同，有地方完全依請求內容通知停課，有地方決定部分學校不停課，有地方推遲停課時間，有地方則因尚未發現感染者，決定不會停課。政府稱希望各地基於當地及學校的情況，做出最合適的決定。

## 撤僑问题

### 撤僑範圍
1月29日，日本派出第1架包機從中國武漢撤僑。外務報道官大鷹正人在記者會上，就中華人民共和國籍的日本人配偶及子女能否搭乘撤僑包機問題，表示需依照中華人民共和國政府方針調整，正在和中華人民共和國等各方面協商。2月2日，即前3架撤僑包機均起飛後，外務副大臣若宮健嗣在富士電視台節目談及中華人民共和國籍配偶撤離問題時，表示中華人民共和國政府判斷後不放行中國大陸人，正繼續和中華人民共和國政府交涉。有日本男性及10個月大嬰兒被迫與中國妻子分離。
2月5日，傳媒報道有在日本居住18年，持有永住權的30多歲中國女性（丈夫亦是中華人民共和國公民），1月14日回老家中國武漢過農曆新年，當時聽聞中華人民共和國官方消息指病毒不會人傳人。1月21日感染擴大，22日得知回日本的飛機取消，23日武漢封城，自此無法回到居住地神戶市。她聽說日本有派包機撤僑，便向日本駐華大使館查詢，得知不撤離非日本公民。由於身邊有5個月大的早產兒，需定期接受治療，而武漢市內醫院已因肺炎疫情無法處理，藥物即將耗盡，故希望政府早日安排把她接出武漢。翌日，內閣官房長官菅義偉在記者會上表示不評論個案，但撤僑時接走中國大陸人需要與中華人民共和國政府協商，又指已和其協商與日本人有關係者的安排。
2月6日，政府派出第4架包機從中國武漢撤僑，首次獲中華人民共和國政府同意接載日本人配偶及子女等非日本公民，外務大臣茂木敏充表示向中國方面說明是出於人道理由，最終獲得同意。而此前因中國檢查而未能搭乘第3架包機的7名日本人亦獲准搭乘第4架包機。

### 撤僑費用
關於撤僑費用，政府最初準備參照正常的單程經濟艙價格，向每位被撤僑人士徵收約8萬日元機票費（消費稅另計），外務省網站上亦向申請撤僑者提示預計需支付回國費用。1月30日上午，內閣官房長官菅義偉在記者會上表示一般而言，除內戰及武力攻擊等必須撤離的情況下，均會向當事人徵收費用。下午，內閣官房副長官西村明宏在記者會上指在撤僑前有人自費回國，需考慮公平性。
此事在網絡上引發爭議，有人對政府表示不滿，認為政府對保護自己國民都吝嗇，又批評政府有錢開賞櫻會，為何沒錢付機票費；亦有人覺得韓國及美國撤僑都收費，贊成政府決定，覺得回國要付錢是理所當然。執政的自由民主黨及公明黨（自公連立政權）中則陸續出現聲音，包括自民黨幹事長二階俊博、公明党代表山口那津男等均認為費用應由政府負擔。
1月31日，日本內閣總理大臣安倍晉三在眾議院預算委員會表示將考慮由政府支付機票費。2月7日，外務大臣茂木敏充表示對於接走的非日本籍人士，亦考慮由政府支付費用。

### 被撤僑人士拒絕檢測
1月29日，日本派出第1架包機從中國武漢撤僑，共撤回206名日本公民，其中2人回國後拒絕接受新型冠狀病毒測試，直接回家。翌日，內閣總理大臣安倍晉三在參議院預算委員會上對2人拒絕接受檢查表示「非常遺憾」，指|工作人員已勸說2人檢查是為自己好，惟強制檢查涉及人權問題，無法採取進一步措施，並表示從第2班撤僑飛機開始，會在登機前確認乘客下機後願意接受檢查；厚生勞動大臣加藤勝信亦表示沒有更多法律權限，同時指政府已請求2人勿外出並每日量體溫回報。
對此，《週刊新潮》指事件在網絡上引起熱議，甚至有人指責2人是在進行生物恐怖主義，同時報道2人不願接受檢查是認為自己無症狀，想快點回家。《產經新聞》認為新型冠狀病毒肺炎有潛伏期，撤僑後隔離是國際常識，無法強制隔離體現了日本的法律漏洞。精神科醫師片田珠美則在Business Journal上刊文，引用日本漢生病問題的隔離應對爭議，認為過度隔離有機會侵害當事者人權。
1月30日，TBS電視台報道2人已重新申請檢查，並表示想入住國家提供的觀察點。2月1日，日本電視台引述厚生勞動省，指2人檢測結果為陰性，未感染新型冠状病毒。

### 無症狀感染者入住雙人房
1月29日，日本派出第1架包機從中國武漢撤僑，其中191名無症狀人士接受政府安排，當晚入住千葉縣勝浦市的三日月酒店。由於酒店只有140間房間可用，部分人被安排進雙人房居住。翌日，檢查結果發現當中有2名無症狀感染者，而這2人已與另外2人在2間不同的雙人房內度過約12個小時，與他們同房間的2人因此成為病患的密切接觸者。1月31日，無黨籍眾議院議員山井和則在國會批評事件太過分，厚生勞動大臣加藤勝信則承認安排有疏失，承諾今後會改進。
2月1日，政府為解決200多人的雙人房及共用設備問題，已將入住於警察大学校及財務省西原研修合同廳舍的回國人員轉移至條件更好、一人一房的税務大学校，勝浦市三日月酒店雙人房住客中，9名希望更換地點的人亦被轉移至此地。

## 鑽石公主號隔離问题
在鑽石公主號郵輪於橫濱港隔離14日期間，船上出現藥品等物資短缺情況。有乘客在船上揭出國旗，上書（藥物嚴重不足），向外界求援。厚生勞動省已開始向船上運送必需藥物，供有自身疾病的人使用，包括本來需要醫生處方方能開出的處方藥；對於外國人使用的日本未批准藥物，則改為提供有同樣效果的日本藥物。除此之外，船上的口罩等日用品亦有出現不足。
由於乘客被要求盡量不要離開自己房間，有乘客覺得不安，亦不知道如何能足不出戶度過2星期時間，亦有乘客不滿船上生活條件差及安排混亂。船上電視無法收到地上波及民放頻道，而乘客多數都是遠離網絡的老年人，難以獲取足夠資訊；有乘客聯名提出要望書，要求改善船上環境及待遇。有美國乘客希望美國政府循外交途徑交涉，令他們可以提前下船，亦有乘客因有自身疾病，擔心若出現突發情況，船上的醫生難以及時對應，希望能下船去醫院。有國際專家則擔憂將可能染病的乘客困在船上有機會令病毒感染船上更多人。
2月7日，世界衛生組織緊急事態負責人Mike Ryan在記者會上擔憂隨著陸續發現新感染者，乘客隔離時間會愈來愈長，指正在和日本政府商討如何讓乘客下船。翌日，富士新聞網引述政府消息指美國政府有意接走船上美國人，但最終判斷由日本做出。
2月9日，香港立法會議員鄭泳舜表示接獲超過50名香港人求助稱船上醫療條件差，已致信行政長官林鄭月娥要求跟進。入境事務處表示已向郵輪公司反映，並將派員赴日，確保船上香港人得到適當協助。
2月10日，運營方公主郵輪宣布考慮到異常狀況，為減輕乘客焦慮，決定向乘客全額退款，並支付因參加郵輪旅行產生的機票、酒店等費用。俄羅斯外交部發言人瑪麗亞·扎哈羅娃在電台節目上批評日本應對無體系及混亂，內閣官房長官菅義偉則在13日記者會上回應稱政府應對屬合適。2月12日，以色列外交部發聲明要求日本讓船上15名以色列公民下船，並於翌日宣布派出代表團赴日交涉。
2月13日，有船上香港人的家屬向now新聞台《時事全方位》投訴，稱母親確診24小時以後仍未安排下船送院，和父親同住，致電香港入境處亦無用，又說化驗等待時間太久，批評日本政府處理不當。《紐約時報》則批評日本政府處理公共衛生危機是負面教材，資訊透明度低及公開遲緩令公眾不安。
同日，厚生勞動大臣加藤勝信表示對於80歲以上長者、有自身疾病的人或無窗房的人優先進行病毒檢測，若結果為陰性，會允許提前下船並轉移至國家準備的住宿設施觀察。
2月15日，美國駐日大使館公布將派包機撤走船上美國人，運至國內軍事基地繼續隔離。其後台灣、香港、加拿大等地亦表示將派包機接人，有地方要求包機撤回的人員在當地再隔離14日。當中，美國疾病管制與預防中心發文稱感謝日本政府努力，但就指船上措施可能未能防止人傳人，感染率高企顯示危險仍在持續，故撤回國需要再隔離14日；香港食物及衛生局局長陳肇始亦解釋要求撤回港人再隔離14日是因為船上不斷有新增個案，顯示傳播鏈未切斷。
2月17日，世界衛生組織表示很難防止傳染病在船內擴散，又指檢疫目標是封住病毒而不是封住乘客，強調正與日本政府緊密合作，探索將來的對策。
2月18日，香港大學感染及傳染病中心總監何栢良稱鑽石公主號已經是疫區，有如SARS事件中香港淘大花園E座翻版，以現時船上感染率約1/4計算，300多名港人返港後最壞情況可能有上百人發病，批評厚生勞動省應對錯誤，2月1日香港老翁確診，2月5日才落實郵輪隔離，之後又一直將乘客困在船上，「無事都變有事」。對於美國國家過敏及傳染病研究所所長在電視台節目發表的「郵輪已成為感染熱點」意見，以及各國傳媒批判船上隔離令感染擴大，內閣官房長官菅義偉在記者會上就繼續表示政府對應屬合適。
2月19日，14天隔離期屆滿，除曾與確診個案同房乘客等需在船上繼續隔離外，大部分船上人員陸續獲准下船及用公共交通回家。《紐約時報》、英國廣播公司、路透社等國際傳媒均引述專家觀點，質疑船上感染嚴重，這些乘客危險仍存，准許自由回家有風險，大韓民國政府則決定禁止曾搭船外國人入境。21日晚間，政府專家回覆指會在2星期內每日檢查健康狀態，並請求下船者避免不必要外出。
2月22日，傳媒揭發，已有數名登船職員確診的厚生勞動省，曾登船的同省職員大多未接受病毒檢測即重回正常工作，而此前參與撤僑包機工作的內閣府等的職員，在回歸職場前大多會接受病毒檢測。厚勞省據報亦一度考慮進行檢查，但考慮到若陽性者過多會影響工作，最後決定取消。有專家批評厚勞省需要重新考慮做法。厚生勞動省則指職員若有症狀會被檢查，拒絕評論會否改變檢查基準。當日晚間，厚生勞動省宣布會對派到船上的41人進行病毒檢測，包括副大臣橋本岳及政務官自見英子，但不包含醫療人員及檢疫官，理由是後者「已用足夠措施防止感染」。數日後，厚勞省內部改變方針，決定對檢疫官等亦進行檢查。
2月23日，日本放送協會取得日美交涉詳情，顯示日本早期提議讓美國乘客下船及回國，美國政府表示感謝，但就稱與美國疾病管制與預防中心討論後，認為讓乘客下船及轉移至橫田基地有機會讓感染擴大，指只要船上衛生管理得當，最好是留在郵輪。而到了15日，日本指可在19日隔離期終了後依次下船，美國則表示應減輕日本政府負擔，決定19日前即派出包機接走船上美國人。24日，富士電視台亦取得交涉細節，顯示美國政府8日回覆日本提議讓美國乘客下船時指日本的船內隔離措施是「極好的」（wonderful），惟其後有美國乘客向議員投訴，在議員努力下，美國政府改變立場，決定提前接人。
2月24日，政府專家會議成員在外務省國際記者會上承認郵輪隔離措施是不完美及效果有限，因物理原因及人道理由，很難防止船上感染擴大，又稱會檢討相關做法，用於未來改進。

### 全員檢測
就鑽石公主號乘客檢測問題，厚生勞動省最初決定不對所有乘客進行檢查，而是只檢查有症狀及密切接觸者。研究病毒學的大阪健康安全基盤研究所理事長奥野良信認為檢測能力有局限，這是現實性的判斷。有乘客則擔憂船上是密閉空間，病毒傳播或比中國武漢更嚴重，希望政府能對船上所有人均進行病毒檢測。
在最初273人檢測結束、確診61人後，厚生勞動省承認有應接受檢測者誤被排除在外，需要再增加檢測；政府其後又數次增加被檢測人數，而確診個案亦隨之增加。2月10日，厚生劳动大臣加藤勝信表示可能会对船內隔離中的约3600人在下船前进行病毒检测，內閣官房長官菅義偉則在記者會上認為對船上所有人檢測有實際困難。
2月15日，船上確診個案增至285宗，厚生勞動大臣加藤勝信宣布翌日起開始對船上所有人進行病毒測試，陰性者可等至2星期隔離期到期的19日下船。
2月22日，厚生勞動省承認因疏失，有23人在2月5日後一直未接受檢查但被允許下船，並就此致歉，指會請這些人等待重新接受檢查。這23人不包括當日發生的全國首宗下船後確診個案（#111）。

### 岩田健太郎影片
2月18日，作為災害派遣醫療隊（DMAT）成員登船的神戶大學醫學部附屬醫院感染症內科教授岩田健太郎在YouTube上載影片，形容郵輪是「COVID-19製造機」，批判當局在防止傳染方面漏洞百出，如未區分安全區及危險區，完全沒有感染專家常駐船上，決策權不在專家而在官僚，乘客能不戴口罩走動，發燒者能自己走去看醫生，防疫人員防護亦不徹底，「非洲伊波拉及中國SARS我都不怕，但鑽石公主號郵輪實在太悲慘，真是從心底怕了」，播放數超過100萬。翌日，厚生勞動省人員反駁稱有專家在船上查看情況及給予建議，不知他為何要「侵入」檢疫中的船舶，但就承認未能完全控制船上感染。官房長官菅義偉在記者會上稱事實是政府已盡力防止感染擴大。國立感染症研究所19日發布報告，指有證據顯示船上感染實質上擴大是在大規模檢疫開展前，檢疫開始後亦有傳染，後期主要是在仍在工作的船員，以及同房乘客之間；所長脇田隆字則認為船上環境特殊，設立完全的安全區有困難，但隔離已成功地令發病者減少。
2月20日，岩田健太郎刪除上述影片，指繼續爭論屬無意義，又對受影響的人致歉。此前，在岩田登船時與厚生勞動省電話溝通的醫生曾在Facebook上發文，認為影片中部分說法與事實有出入。在日本外国特派員協会的視訊記者會上，岩田稱船內環境已得到大幅改善，且感染研報告顯示船上大部分人在2月5日前感染，否認刪片是受到政府壓力。船上有醫療人員對傳媒表示感謝岩田說出事實真相，亦有DMAT人員證實曾有醫生穿著防護服誤入安全區，指DMAT中熟悉感染症者不多，應要反省指揮不夠統一。政府則表示刪片與政府無關，指船上有劃分區域，亦有專家常駐，認為隔離屬有效，同時說岩田以DMAT身份登船，做其他活動是不恰當，故當時請他下船。
同日，厚生勞動副大臣橋本岳在Twitter上貼圖，顯示相鄰2扇門，左邊貼有「清潔路線」，右邊貼有「不潔路線」，然而2扇門後面是同一空間，故被網民大量質疑，（不潔路線）一度排入Twitter熱門，岩田健太郎亦發文質疑清潔區及不潔區混合。13時30分左右，橋本岳刪除圖片。翌日，厚生勞動大臣加藤勝信稱刪除原因是使用了「不潔」等不當詞語，政府並指副大臣不屬密切接觸者，無需進行檢測。
2月21日，防衛大臣河野太郎提及上述影片，指考慮到社會有疑問，故已提高支援郵輪的自衛隊隊員防護基準至「超過厚生勞動省」水平，力求隊員中無一人感染。

## 排外或歧視
因疫情最初是在中国大陆爆發，且当时的湖北省政府有隐瞒疫情的做法。因此，日本民间对中国的厌恶感再次上升。1月21日，《朝日新聞》報道日本神奈川縣箱根町有小食店為免感染新型肺炎，貼出「中國人種進入商店禁止」告示，引發爭議；店主受訪時指是應對肺炎的自衛手段，又提及以前有中國人在店內表現無禮貌。now新聞台指告示在網上有人理解，亦有人批評，店主之後表示會刪去爭議語句，但仍然不歡迎中國人入內。
在和歌山縣湯淺町陸續出現確診個案後，懷疑發生院內感染的濟生會有田醫院附近開始有不明無人機飛行，亦有人表示拒收當地故鄉納稅的謝禮。和歌山縣知事仁坂吉伸指全國都有認為湯淺町是污染地域的人欺凌當地，形容是「一派胡言，我感到非常氣憤」，擔憂疫情會令當地風評被害。
除此之外，各地發生不當對待醫護人員情況。有護士（#48）照顧患者後感染的相模原中央醫院亦稱職員及家屬遭受不當對待，幼稚園拒收醫護子女令到醫院人手不足，又有配送公司拒絕向醫院送貨，有患者需轉院亦遭拒絕。日本災害醫學會則發出抗議聲明，指作為災害派遣醫療隊派遣至鑽石公主號處理疫情的醫療人員，回去後在職場被當作「病菌」，幼稚園要求他們不要送入子女，又有人被上司要求為前往處理疫情道歉，形容已上升至人權問題地步。
網絡上亦有人對未公開詳細個人資訊的患者進行「起底」，有民眾致電患者所在公司查詢傳言是否屬實，亦有人在網上毀謗患者及其工作公司，令患者承受巨大精神壓力；有專家擔憂這可能會令懷疑患者不願接受檢查，間接引致感染擴大。東北地方有高中教師向學生發信，指鑽石公主號上的乘客不是壞人，不應在網上毀謗或欺凌。
2月20日晚間，京都府警東山警察署在京都府京都市東山区拘捕1名58歲日本男子，懷疑他在下弁天町路邊禁止貼廣告的電桿上張貼寫有用中文写出的「不要來感染中國！」的紙張，違反京都市屋外廣告物條例，此前男子曾報警指現場有中國人要踢他。男子供稱新型肺炎在中國蔓延，實在不想感染了肺炎的中國人來日本。供職公司旭化成指紙張內容不代表公司立場，並向感到不快者致歉，正考慮處分員工。

## 其他
2月23日，有日本網民發現Twitter上出現大量「用脑子想想，哪有那么多人得新冠肺炎啊，谣言真是厉害呀」（よく考えたらコロナウイルスかかってる人あんまりいないよね笑　噂の力ってすごい）的推文，而且前兩個推文都一樣，引起網民熱議是否是政府的網絡輿情管控。這些賬號其中一個推文提到的「藍莓星冰樂」（也一度排入Twitter熱門。2月24日，某YouTuber發表謝罪動画為事件道歉，自稱是這些賬號的擁有者，是他過去用於商業活動的，已經轉讓給了一個熟人，聲稱發表這些内容是他的個人行爲，否認這是「政府工作」，YouTube頻道後來也刪除了。
3月11日，孫正義在Twitter發文，表達了對新冠肺炎的擔憂，準備為日本家庭免費提供100萬次PCR檢測。大部分日本網民認爲此舉會對日本醫療系統造成巨大壓力。推文兩小時後，孫正義發文表示考慮到網民們的反對，決定取消這個決定。3月12日，孫正義再度在Twitter上表示捐贈100萬個免費口罩，但是仍然遭到日本網民的差評。
5月25日，首相安倍晋三在回答媒体问到美中两国为了防疫导致关系对立加剧时，安倍晋三称“新型冠状病毒是从中国扩散到世界各地”。对此，中国外交部发言人趙立堅翌日表示，「我想強調政治盲從不應凌駕於科學判斷，團結合作才是人類戰勝疫情的最有力武器」。

## 備註
1. ↑  原文如此。原意为“已经感染的中国人不要来”[213]。因为日本的书写格式以及部分汉字意义表达与中国的有较大差异，所以会有意义不明的情况

## 外部連結
- 新型病毒肺炎（页面存档备份，存于） - NHK NEWS WEB
- 危險、地點、廣域資訊 中華人民共和国（中国）（页面存档备份，存于） - 外務省海外安全主頁
- 新型冠狀病毒感染症準備（页面存档备份，存于） - 總理大臣官邸
- 新型冠狀病毒感染症應對（页面存档备份，存于） - 内閣官房
- 新型冠狀病毒感染症相關（页面存档备份，存于） - 厚生勞動省
- 新型冠狀病毒（2019-nCoV）相關資訊（页面存档备份，存于） - 国立感染症研究所